# 鯱

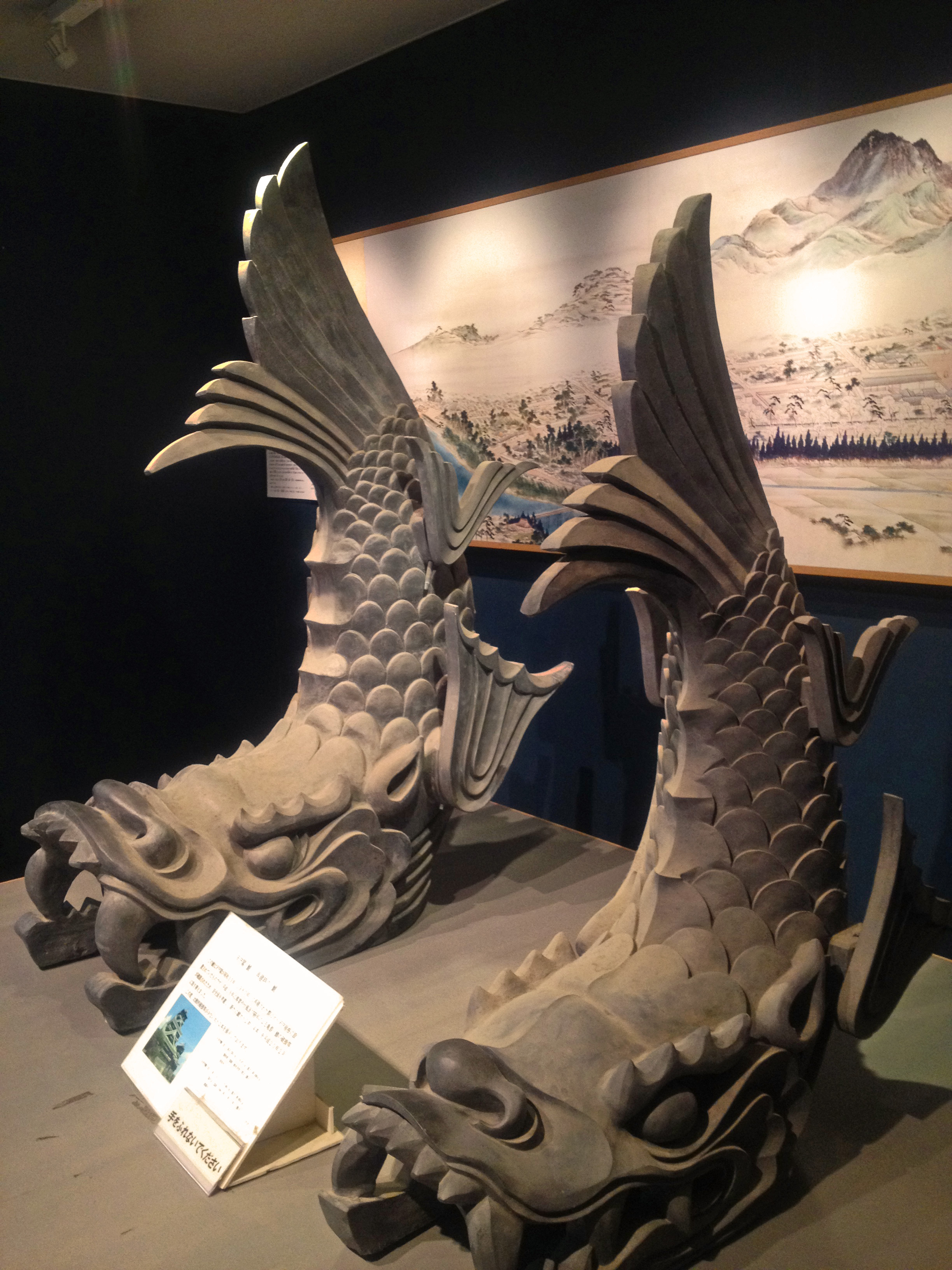
熊本城大天守の鯱

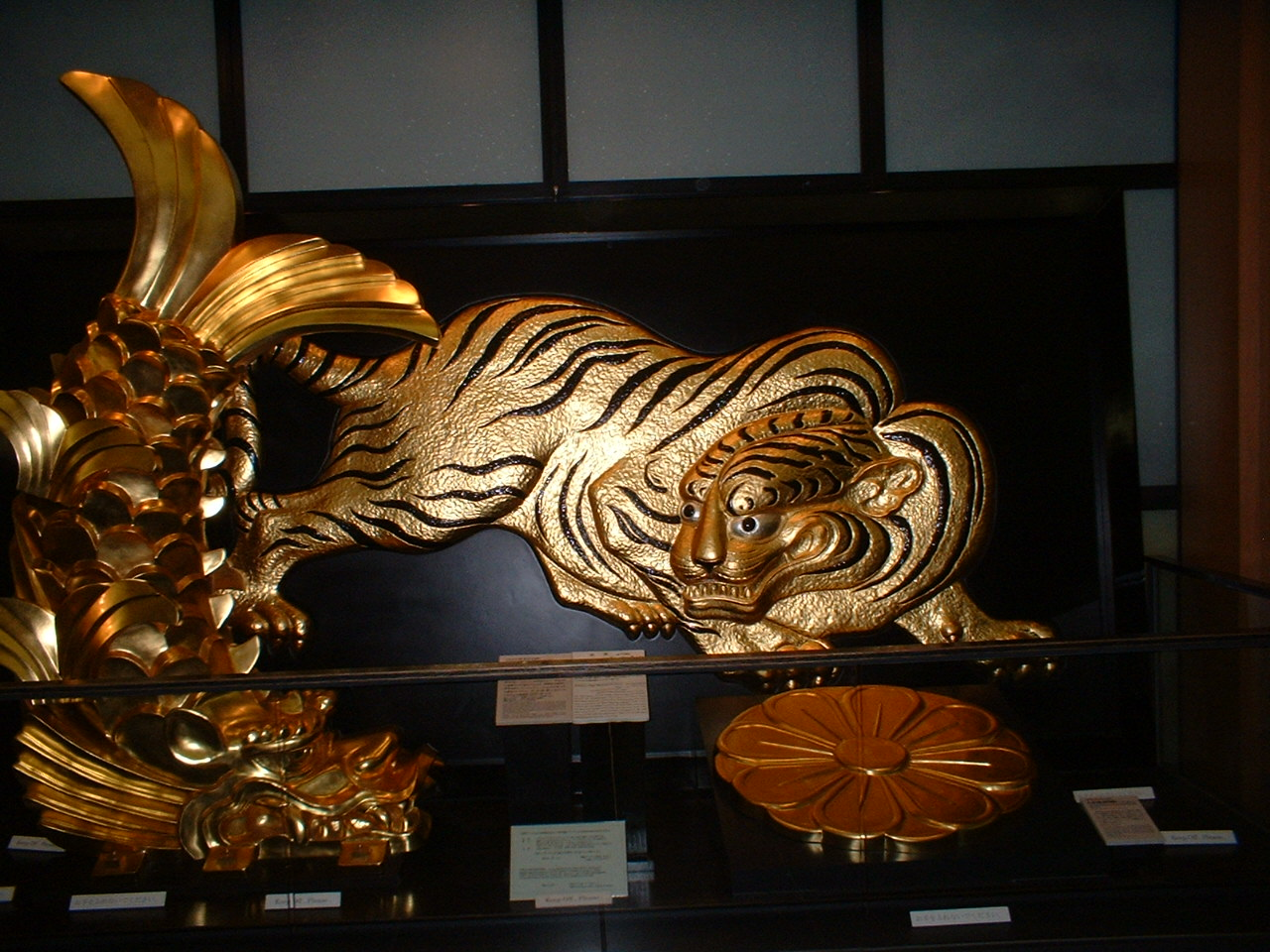
大坂城天守閣の鯱

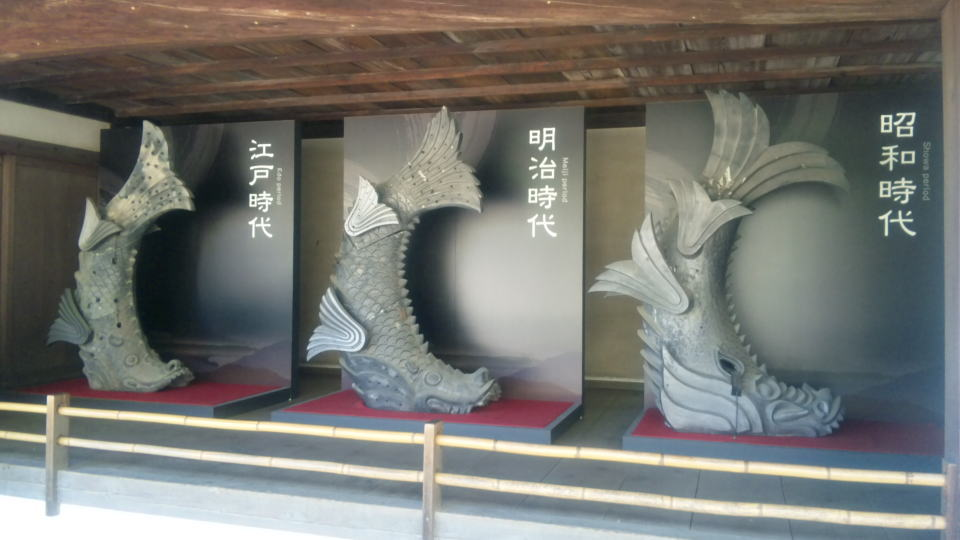
姫路城の歴代の鯱

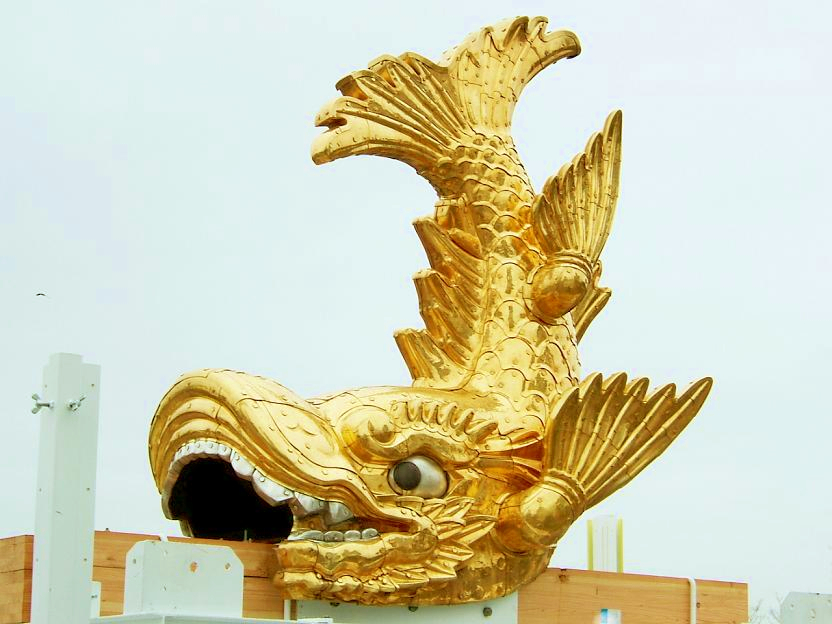
名古屋城の金鯱

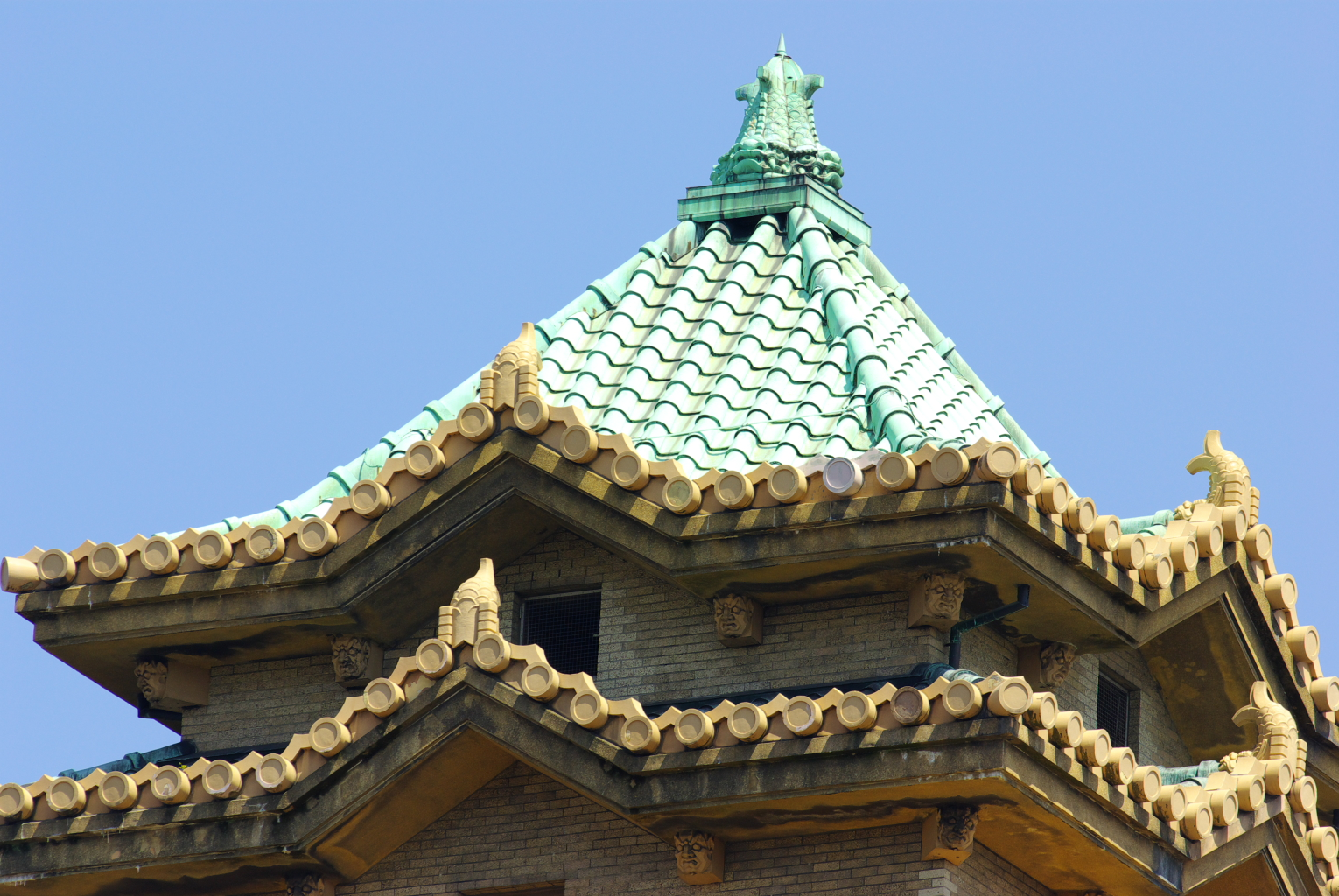
名古屋市役所頂部の鯱

鯱（しゃち、しゃちほこ）は、姿は魚で頭は龍あるいは虎、尾ひれは常に空を向き、背中には幾重もの鋭いとげを持っているという想像上の動物の形をした、屋根の大棟の両端につけられる装飾・役瓦の一種である。鯱の一文字でしゃちともしゃちほことも読むが、二文字で鯱鉾（しゃちほこ）とも書かれる。なお鯱は和製漢字である。
海生哺乳類のシャチ（Orcinus orca）の名前がこの鯱に基づくと言われることが有るが、「しゃち、しゃちほこ」という名称の使用はシャチに対しての方が歴史が古い。なお、シャチの漢字表記としては元々は鱐が使われる。

## 概要
同様に屋根の大棟の両端につけられる装飾として鴟尾があるが、鯱は、この鴟尾から中国で派生した螭吻（チフン。または蚩吻、鴟吻（シフン））が日本に伝わったものである。日本においては元々は蚩吻もしくは鴟吻と呼ばれ、しゃちほこと呼ばれるようになったのは江戸中期以降である。『大和本草』（1709年）や『和漢音釈書言字考節用集』（1717年）は鴟吻と書いてシャチホコと訓読している。
また、『和漢三才図会』（1712年）などに魚虎（しゃちほこ）という表記が見られる（なお『和漢三才図会』は「瓦」の段にて「蚩吻今で云う鱐（シャチホコ）」とも載せている）。
螭吻は中国では唐代には出現している。日本には鎌倉時代には伝わっていたようで、鎌倉時代の絵物語『男衾三郎絵詞』(1295年頃）に、屋根に載った鯱が描かれている。現存するものとしては長野県の大法寺に鎌倉時代末期から室町時代初期頃の制作の鯱がある。
大棟の両端に取り付け、鬼瓦同様守り神とされた。建物が火事の際には水を噴き出して火を消すという（螭吻を参照）。室町時代には寺社の屋根や、寺院堂塔内にある厨子等を飾るものであったが、織田信長が安土城天主の装飾に取り入れて使用したことから城郭の装飾に使われることが広まったと言われる。現在でも陶器製やコンクリート製のものなどが一般の住宅や寺院などで使用されることがある。（金鯱が京都の本圀寺などにある。）
瓦・木・石・金属などで作られる。城の天守や主要な櫓や櫓門などにはよく、陶器製（鯱瓦）のものや、銅板張木造のものが上げられる。城郭建築に用いられている銅板張木造鯱のもので最大の現存例は松江城天守（高さ2.08メートル）のものといわれている。青銅製（鋳造）のものでは、高知城天守のものがある。
粘土製の鯱瓦は、重量軽減や乾燥時のひび割れを避けるために中を空洞にして作られているため、非常に壊れやすい。棟から突起した心棒と呼ばれる棒に突き刺し、補強材を付けて固定される。
木造の鯱は、木製の仏像を造る原理に木を組み合わせて、ある程度の形を造っておき、防水のため、外側に銅板などを貼り付けて細かい細工なども施す。粘土製と同じく心棒に差し込み補強材を付けて固定される。

### 魚虎
魚虎とは明代中国の博物書『本草綱目』（1596年）に載る「虎の頭を持ち、背にハリネズミのように針を持つ魚」であるが、江戸初期の『多識編』（1612年）はこの魚虎をしゃちほこ（志也知保古）であるとした（なお『庖厨備用倭名本草』（1671年）はこれらの特徴をオコゼ（をこじ）に似るとし、『重訂本草綱目啓蒙』（1847年)はハリセンボンであるとする）。
『本草綱目』の挿絵における魚虎の姿はその説明の通り「虎の頭を持った魚」であったが、『和漢三才図会』（1712年）は魚虎を「龍の頭を持った魚」として描き、また、『本草綱目』の説明に加えて「歯や鰭が剣鉾のようで、鯨を襲い舌を噛み切る魚」の説明を載せ（なお『和漢三才図会』は「鯨」の段においてもこの魚虎（シャチホコ）を紹介する）、屋根に置く蚩吻はこの魚虎であると説く。

### 金鯱
金色の鯱のことを特に金鯱という。金鯱には陶器製の鯱瓦に漆を塗り、金箔を貼り付けたものが多かった。一般の金箔押鯱瓦は、岡山城天守に創建当初載せられたものなどがある。
特異なものでは木造の鯱に銅板の代わりに金板を貼り付けたものが上げられることがある。構造は銅板張りの木造鯱と同じ。現在の名古屋城大天守に上げられているものがそれである。同じ仕様のものは、徳川大坂城天守や江戸城天守などに使用された。

## 原典文献
- 寺島, 良安 (1712), 倭漢三才圖會, 酒田市文化資料館光丘文庫マイクロ収集より閲覧。